# Mežotne
Mežotne (ryska: Межотне) är en ort i Lettland.   Den ligger i kommunen Bauskas Novads, i den centrala delen av landet, 60 km söder om huvudstaden Riga. Mežotne ligger 16 meter över havet och antalet invånare är 359.
Terrängen runt Mežotne är mycket platt. Runt Mežotne är det ganska glesbefolkat, med 42 invånare per kvadratkilometer. Närmaste större samhälle är Bauska, 9,2 km öster om Mežotne. Trakten runt Mežotne består till största delen av jordbruksmark.